# Matuanus flavomaculatus
Matuanus flavomaculatus är en insektsart som beskrevs av Andrej Vasiljevitj Gorochov 1986. Matuanus flavomaculatus ingår i släktet Matuanus och familjen syrsor. Inga underarter finns listade i Catalogue of Life.